# Мильчановский, Анджей
Анджей Станислав Мильчановский (пол. Andrzej Stanisław Milczanowski; 26 мая 1939, Ровно, Волынское воеводство, Польша — 23 июля 2024) — польский политик и юрист, участник антикоммунистического протестного движения в ПНР, видный деятель профсоюза Солидарность. Один из лидеров Щецинской забастовки в первые дни военного положения. Активный сторонник Леха Валенсы. В Третьей Речи Посполитой — начальник Управления охраны государства и министр внутренних дел. Опубликовал материалы о предполагаемом сотрудничестве премьер-министра Юзефа Олексы с советскими и российскими спецслужбами. После этого ушёл в отставку и занялся частной юридической практикой.

## Происхождение, профессия, взгляды
Родился в семье сотрудника прокуратуры. Станислав Мильчановский, отец Анджея, участвовал в политических процессах, в том числе над коммунистами. После присоединения Западной Украины к СССР Мильчановский-старший был арестован (при участии польского коммуниста), осуждён тройкой НКВД и расстрелян. Вильгельмина Мильчановская, мать Анджея, с сыном и дочерью перебралась в деревню Кожичи (Львовская область), залегендировала биографию, работала учительницей. После войны Мильчановская с детьми репатриировалась в Польшу.
В период «гомулковской Оттепели» Анджей Мильчановский поступил в Университет имени Адама Мицкевича в Познани. В 1962 году окончил юридический факультет. Был распределён в одну из повятских прокуратур Щецинского воеводства. С 1968 года работал юрисконсультом в сельскохозяйственных предприятиях, воеводской транспортной госкомпании (WPKM), управлении водоснабжения. Придерживался антикоммунистических взглядов, с 1978 года сотрудничал с КОС—КОР.

## Деятель «Солидарности»

### Профсоюзный юрист
В августе 1980 года Анджей Мильчановский активно примкнул к забастовочному движению. Состоял в забастовочном комитете WPKM, редактировал бюллетень Tramwajarz — Трамвайщик. Был членом президиума и руководителем юридической группы Щецинского (Западно-Померанского) профцентра Солидарности и профкома Щецинской судоверфи имени Варского. Представлял Щецин на I съезде «Солидарности» в сентябре-октябре 1981.
Положение в Щецине 1980—1981 характеризовалось жёсткой конфронтацией между администрацией правящей компартии ПОРП и профцентром «Солидарности». После отставки компромиссного первого секретаря Януша Брыха во главе Щецинского воеводского комитета ПОРП стояли представители «партийного бетона» Казимеж Цыпрыняк и Станислав Мискевич. Лидером Щецинский «Солидарности» был католик-националист и радикальный антикоммунист Мариан Юрчик. Анджей Мильчановский был сторонником Леха Валенсы с его более умеренной линией, но как член Щецинского профцентра старался совместить позицию с курсом Юрчика.
В октябре 1980 года 5 отдел (контроль над промышленными предприятиями) Щецинской воеводской комендатуры начал оперативную разработку Анджея Мильчановского — «пропаганда враждебных взглядов, направленных против политической линии ПОРП». Мильчановский проходил под кодовым обозначением Mecenas (польское юридическое понятие, означающее судебного представителя. Этим отмечалась его функция юриста «Солидарности».

### Лидер забастовки
13 декабря 1981 года в Польше было введено военного положения. Власть перешла к Военному совету национального спасения и неформальной «Директории» генерала Ярузельского. Тысячи активистов «Солидарности», в том числе щецинские Мариан Юрчик, Станислав Вондоловский, Ежи Зимовский, Артур Балаж, Анджей Тарновский, Станислав Коцян подверглись репрессиям и интернированию. Однако в Щецине образовался один из главных центров сопротивления.
Забастовку судоверфи имени Варского возглавил Региональный забастовочный комитет (RKS). Председателем RKS стал инженер-технолог Мечислав Устасяк, его заместителями — рабочий верфи Станислав Заблоцкий, железнодорожник Эварист Валигурский и юрист Анджей Мильчановский. К Щецинской судоверфи присоединились десятки предприятий Западной Померании. Мильчановский постепенно принял на себя оперативное руководство: организовывал внутреннее функционирование и внешнюю оборону, отдавал распоряжения, объяснял их смысл.
Власти бросили на подавление не только милицию и ЗОМО, но также армейскую мотострелковую дивизию и флотские десантные баржи. Командир дивизии полковник Шумский кричал в мегафон, будто Мильчановский — «бывший прокурор, который посылал людей на смерть». Это не соответствовало действительности: в бытность помощником прокурора Мильчановский не имел отношения к вынесению смертных приговоров — но впечатляло, как представитель государства пытался скомпрометировать противника причастностью к этому государству.
Анджей Мильчановский и другие лидеры забастовки сумел настоять на исключительно мирном характере протеста (хотя многие рабочие готовы были физически сопротивляться и даже использовать технические средства верфи как огнемёты и взрывные устройства). 15 декабря 1981 года ЗОМО под армейским прикрытием прорвались на судоверфь. Во время штурма Мильчановский каждые четверть часа выступал по заводскому радио, призывая забастовщиков не применять насилия. Милиция приступила к задержаниям активистов. На вопрос командира отряда ЗОМО подполковника Тшписа: «Для чего вы это делали?» — Мильчановский ответил: «Вам не понять».

### Заключённый и подпольщик
Анджей Мильчановский был арестован, содержался в тюрьмах Щецина, Иноврацлава, Быдгоща. 4 марта 1982 года военный суд приговорил Мильчановского к 5 годам заключения. Отбывал в тюрьмах Короново, Потулице, Бранево. В июне 1982 года инициировал десятидневную голодовку протеста против избиения заключённых. По амнистии 1983 срок Мильчановского сократился до 2 лет 4 месяцев. Был освобождён 17 апреля 1984. Анджей Мильчановский оказался единственным в ПНР заключённым, которого Лех Валенса лично встречал при освобождении.
Выйдя из заключения, Анджей Мильчановский немедленно включился в формирование подпольных структур «Солидарности». Инициировал создание Западно-Поморского Координационного совета «Солидарности», состоял во всепольской Временной координационной комиссии. Именно Мильчановский стал своеобразным «мотором» воссоздания Щецинской «Солидарности». Возникла сеть заводских ячеек, появились нелегальные издания. Мильчановский редактировал подпольный журнал Termit, под разными псевдонимами публиковался в журналах Grot и Obraz.

### В новой волне
Весной-осенью 1988 Польшу захлестнула новая волна массовых забастовок. Анджей Мильчановский вновь возглавлял забастовку в WPKM, состоял в забастовочном комитете Щецинского порта. Впервые центрами протестной активности становились в Щецине иные предприятия, нежели судоверфь имени Варского. В этом проявлялась новая роль Мильчановского, теперь опережавшего Юрчика.
При этом Мильчановский оставался однозначным приверженцем Валенсы. Он убеждал Юрчика воздержаться от публичного участия в движении. Однако Юрчик имел свою активную поддержку среди католических националистов, настороженно относившихся к «проевропейским» сторонникам Валенсы. Эта группа настаивала на сохранении полномочий профсоюзного руководства, избранного в 1981. Со своей стороны, Валенса убеждал Юрчика эмигрировать, но встретил решительный отказ.
С декабря 1988 Анджей Мильчановский был членом Гражданского комитета «Солидарность» под председательством Леха Валенсы. Стал одним из организаторов Гражданского комитета в Щецине. Входил в делегацию «Солидарности» на Круглом столе 1989, работал в подгруппе по судебно-правовой реформе. (Характерно, что Мариан Юрчик не был приглашён к участию, хотя был на это готов.)

## Государственный деятель

### Начальник спецслужбы
После победы «Солидарности» на альтернативных выборах 1989 было сформировано правительство Тадеуша Мазовецкого. Анджей Мильчановский решил сосредоточиться на государственной деятельности и оставил профсоюзные посты. Министерство внутренних дел Польши, вместо представителя ПОРП генерала Кищака, возглавил эксперт «Солидарности» Кшиштоф Козловский. Была расформирована прежняя Служба безопасности ПНР (СБ), создано Управление охраны государства (UOP). 1 августа 1990 министр Козловский назначил Анджея Мильчановского начальником UOP.
Анджей Мильчановский дважды возглавлял спецслужбу — с августа 1990 по декабрь 1991 и в июне-июле 1992. Он энергично взялся за переустройство ведомства разведки и контрразведки сообразно новому общественно-политическому строю Третьей Речи Посполитой. UOP активно занялось нейтрализацией советских, российских, германских разведсетей, законспирированной агентуры спецслужб ПНР (особенно WSW) в госучреждениях, пресечением международных финансово-коммерческих махинаций. Было налажено оперативное сотрудничество со спецслужбами НАТО, прежде всего ЦРУ США. В то же время штатный состав UOP в заметной степени комплектовался из бывших офицеров СБ. В этом заключалась сознательная кадровая политика Мильчановского — убеждённого, что поступление бывших коммунистических силовиков на службу новому демократическому государству «хорошо для них и для Польши».
Концепция UOP предполагала деидеологизацию и деполитизацию спецслужбы. Однако в период руководства Мильчановского не раз говорилось о политической ориентации UOP на Леха Валенсу, в конце 1990 избранного президентом Польши. Своей приверженности Валенсе никогда не отрицал и сам Мильчановский.

### Министр внутренних дел
5 июня 1992 года ушло в отставку правительство Яна Ольшевского. Непосредственным толчком к правительственному кризису стала публикация по инициативе министра внутренних дел Антония Мацеревича списка государственных деятелей, ранее сотрудничавших с СБ ПНР. В списке значилось имя Леха Валенсы, который инициировал отставку кабинета. 11 июля 1992 премьер-министром Польши стала Ханна Сухоцкая. Министром внутренних дел в её правительстве назначен Анджей Мильчановский. (Интересно, что в это же время на различных должностях в генштабе и BBN служил Генрик Шумский, уже в генеральском звании.)
Анджей Мильчановский оставался главой МВД до 1996, в составе трёх кабинетов — Ханны Сухоцкой, Вальдемара Павляка, Юзефа Олексы. Вёл активную борьбу с общеуголовной и организованной преступностью. Главную опасность представляли дерзкие ОПГ, занимавшиеся контрабандой автомобилей, наркобизнесом, рэкетом (наиболее известны «Прушковская мафия», группировка Никоса). Мильчановский старался укрепить новую полицию Польши, принимал бывших сотрудников милиции ПНР (подвергаясь за это критике, однозначно ставил профессиональную квалификацию выше политической позиции).
При этом сохранял ориентацию на президента Валенсу. Так, приказом Мильчановского был уволен начальник гданьской делегатуры UOP Адам Ходыш (несмотря на его большие заслуги перед «Солидарностью») — за предоставление материала о Валенсе в «список Мацеревича».

## Дело о разглашении
На президентских выборах 1995 года Лех Валенса потерпел поражение. Главой государства был избран Александр Квасьневский, представитель Союза демократических левых сил (СДЛС, «пост-ПОРП»). За день до его вступления в должность, 22 декабря 1995, Анджей Мильчановский ушёл в отставку. За день до отставки он проинформировал сейм Республики Польша о предполагаемом сотрудничестве премьера Юзефа Олексы — представителя СДЛС, бывшего функционера ПОРП — со спецслужбами СССР и России. Месяц спустя Олексы подал в отставку. Обвинения не были документально подтверждены, но Мильчановский упорно настаивает на их достоверности. Это стало последним крупным политическим действием Анджея Мильчановского.
Ситуация получила название «Олинский скандал» («Олин» — псевдоним агента, которым по предположению Мильчановского являлся Олексы). Варшавская прокуратура предъявила Мильчановскому обвинение в разглашении государственной тайны. Подал иск и Юзеф Олексы. Процесс затянулся более чем на десять лет и включал не только судебные разбирательства, но и голосования в сейме, решения Конституционного трибунала. Против Мильчановского выступал СДЛС, поддерживали его Избирательная акция Солидарность и Уния свободы. Таким образом политический характер дела становился совершенно очевиден.
Окончательно обвинение было сформулировано в 2002 году, Мильчановский назвал его «местью со стороны СДЛС». В 2008 окружной суд Варшавы полностью оправдал Мильчановского. В вердикте говорилось, что министр «оказался в исключительной ситуации и пожертвовал ценностью низшего порядка (государственной тайной) во имя высшего (государственных интересов)».

## После отставки
Анджей Мильчановский вернулся к частной юридической практике. Вместе с женой он основал нотариальную контору в Щецине. Занимался выяснением обстоятельств гибели своего отца.
Анджей Мильчановский подчёркивает верность традициям «Солидарности», приверженность Леху Валенсе. В то же время он позиционируется как выразитель профессионально-корпоративных интересов сотрудников полиции и спецслужбы. В 2017 году он назвал своим «священным долгом» защиту бывших офицеров СБ, служивших под его началом в UOP и МВД. Мильчановский высказался за сохранение повышенных пенсий для этой категории. Группа ветеранов оппозиции из Западной Померании специальным заявлением отмежевалась от Мильчановского. Участник забастовки 1988 года в Щецинском порту Войцех Возняк, много лет считавший Мильчановского своим лидером, публично обвинил его в предательстве. Мильчановский выразил сожаление, но остался на прежней позиции.
Ранее, в 2015 году, Мильчановский выступил свидетелем защиты на процессе отставного генерала Ярослава Верниковского, бывшего Щецинского воеводского коменданта милиции. Верниковский обвинялся в отдаче приказа об интернировании шестидесяти активистов «Солидарности» в декабре 1981. Своё решение Мильчановский объяснил «историческими причинами»: он считает, что военное положение уберегло Польшу от советской интервенции. Приговоры в отношении бывших функционеров милиции и СБ Мильчановский назвал «демонстративными и производящими впечатление мести». Верниковский был призван виновным и приговорён к двум годам заключения.
В январе 2015 года умер Юзеф Олексы. По этому поводу выступил Лех Валенса: экс-президент очень тепло отозвался об экс-премьере и выразил сожаление, что «не успел перед ним извиниться». В отношении Анджея Мильчановского такое заявление выглядело как минимум недружественно. Мильчановский воздержался от публичной полемики, но вышел из наблюдательного совета Фонда «Институт Леха Валенсы». При этом он и впоследствии отзывался о Валенсе позитивно, как о лидере и символе освободительного движения.
В 2018 году, к 30-летию забастовок 1988, в городском совете Щецина был поставлен вопрос о присвоении статуса почётного гражданина города. Была выдвинута и кандидатура Анджея Мильчановского. Однако депутаты от правоконсервативной партии Право и справедливость (PiS) отдали предпочтение Станиславу Вондоловскому, близкому соратнику покойного Мариана Юрчика. Мильчановский заявил, что в таких обстоятельствах он отказывается от звания, даже если оно будет присвоено. К партии PiS и братьям Качиньским относится негативно из-за их конфликта с Валенсой.
При всей неоднозначности Анджей Мильчановский пользуется в Польше уважением и авторитетом. Особенно это характерно для ветеранов «Солидарности» и ветеранов МВД. В 2019 году «пенсионеры в мундирах» торжественно поздравили Мильчановского с 80-летием.
Умер 23 июля 2024 года в возрасте 85 лет.